# Centenaire de la Révolution

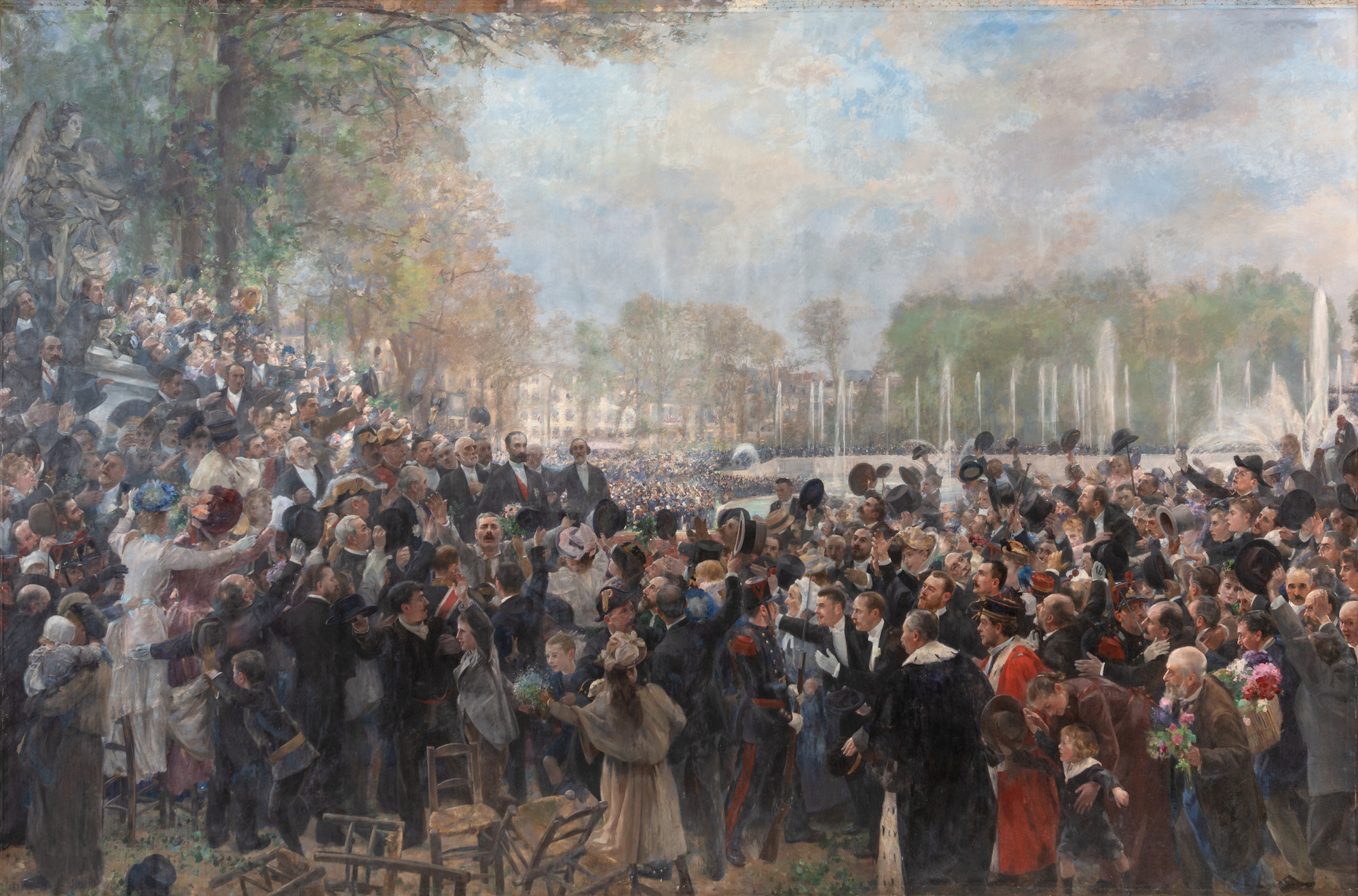
Fête du centenaire des États-généraux au bassin de Neptune, le 5 mai 1889, au château de Versailles, en présence du président Sadi Carnot. Œuvre monumentale d'Alfred Roll pour le musée de l'Histoire de France.

Le centenaire de la Révolution française est une série de célébrations qui ont eu lieu à partir de 1889, sous la IIIe République. L'anniversaire est notamment marqué cette année-là par une cérémonie dans les jardins du château de Versailles, l'entrée au Panthéon de quatre révolutionnaires et l'organisation de l'Exposition universelle de Paris, qui a laissé la tour Eiffel.

## Contexte
En 1886, sous l'impulsion de la revue La Révolution française créée en 1881, le Comité d'études pour la préparation historique du Centenaire de 1789, présidé par Hippolyte Carnot, est fondé pour encourager et organiser le centenaire à venir, un peu partout en France. En 1888, le Comité devient la Société de l’histoire de la Révolution française, avec Hippolyte Carnot pour président, Alphonse Aulard et Étienne Charavay comme secrétaires généraux. L'établissement d'un musée de la Révolution dans le jardin des Tuileries est envisagée par Charles-Louis Chassin et Étienne Charavay, sans suite.
À l'approche de l'année 1889, le centenaire à venir est prévu comme une grande exaltation de la France républicaine, de l'héritage de la Révolution française et de la République née en 1792. La IIIe République n'est alors véritablement aux mains de républicains que depuis 1879 et vient à peine de fixer ses symboles, ses marques et institutions. Outil de renforcement du régime, la célébration du centenaire est l'occasion de légitimer et populariser le pouvoir républicain en pleine crise boulangiste.

## Évènements
Le centenaire de la Révolution française commence par la célébration des cent ans de l'ouverture des États généraux de 1789, le 5 mai 1889. Une fête est organisée dans les jardins du château de Versailles, sous la houlette du président de la République Sadi Carnot, qui se veut être le grand maître de toutes les commémorations mises en place à l'occasion du centenaire. Carnot est d'ailleurs depuis l'année précédente le président à titre honorifique de la Société de l'histoire de la Révolution française, présidée par son père Hippolyte Carnot jusqu'à sa mort. À sa sortie du palais de l'Élysée pour se rendre jusqu'à Versailles, il est visé par une première tentative d'assassinat, dont il réchappe sans blessures. Acclamé à son arrivée dans la galerie des Glaces, il mène ensuite la cérémonie près du bassin de Neptune, auréolé de l'admiration du public devant son sang-froid. Lors de son discours, il proclame que « Le siècle glorieux que nous célébrons dans cette pieuse et grandiose cérémonie doit être couronné par la réconciliation de tous les Français dans la commune passion du bien public au nom de la liberté, au nom de la patrie ». Puisqu'en 1889, la salle du Sacre du musée de l'Histoire de France à Versailles est privée de son sujet essentiel, Le Sacre de Napoléon de David, une commande est faite à Alfred Roll — le peintre de l'enthousiasme populaire de la IIIe République, comme Édouard Detaille est celui des cérémonies militaires — pour une œuvre de même dimension figurant la cérémonie du 5 mai 1889, installée en 1894,.

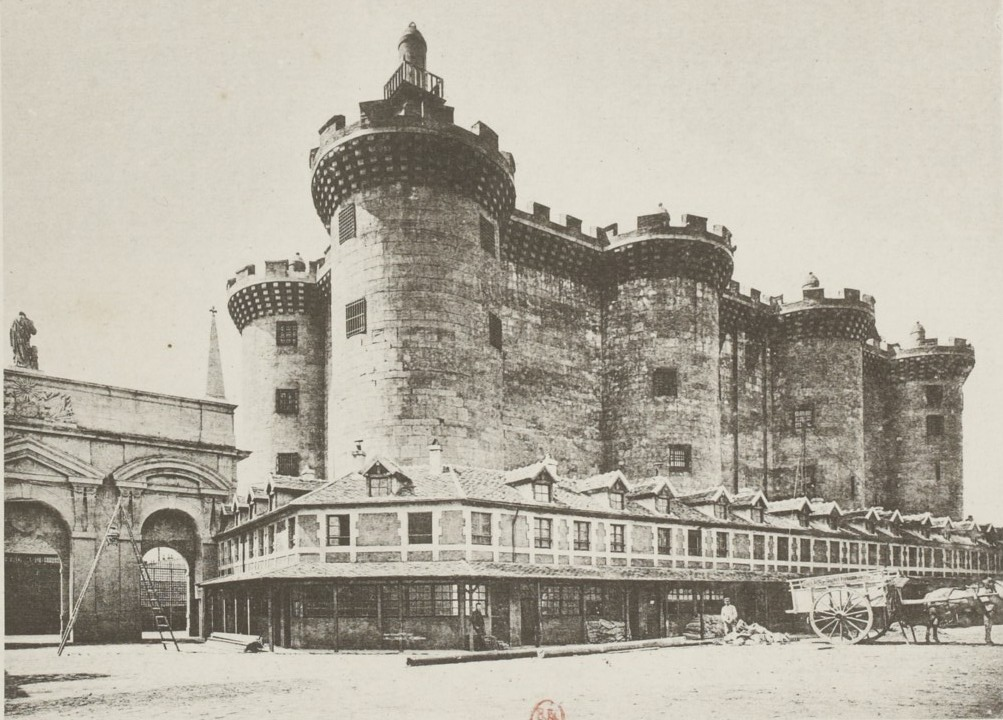
Reconstitution de la Bastille et du quartier Saint-Antoine en marge de l'Exposition universelle de 1889.

Le lendemain, 6 mai 1889, l'Exposition universelle de Paris est inaugurée par le président de la République, entourée de quelques hauts dignitaires étrangers — dont le shah d'Iran Nassereddine, le roi des Belges Léopold II et Albert-Édouard, prince de Galles — et surtout d'une immense foule venue de toute l'Europe. Cet évènement majeur du centenaire réunit 25 millions de visiteurs et laisse à Paris la tour métallique de Gustave Eiffel, censée démontrer les progrès techniques et scientifiques faits en France depuis 1789. De nombreuses monarchies boycottent l'Exposition en raison de l'anniversaire qu'elle célèbre. Hors des parcs des expositions, deux reconstructions grandeur nature évoquent la Révolution : la Bastille et une portion de la rue Saint-Antoine sont élevées près du Champ-de-Mars (décor agrémenté de reconstitutions historiques de la prise de la Bastille ou de la vie du quartier),, et la tour du Temple, prison de la famille royale, aux abords des jardins du Trocadéro,.

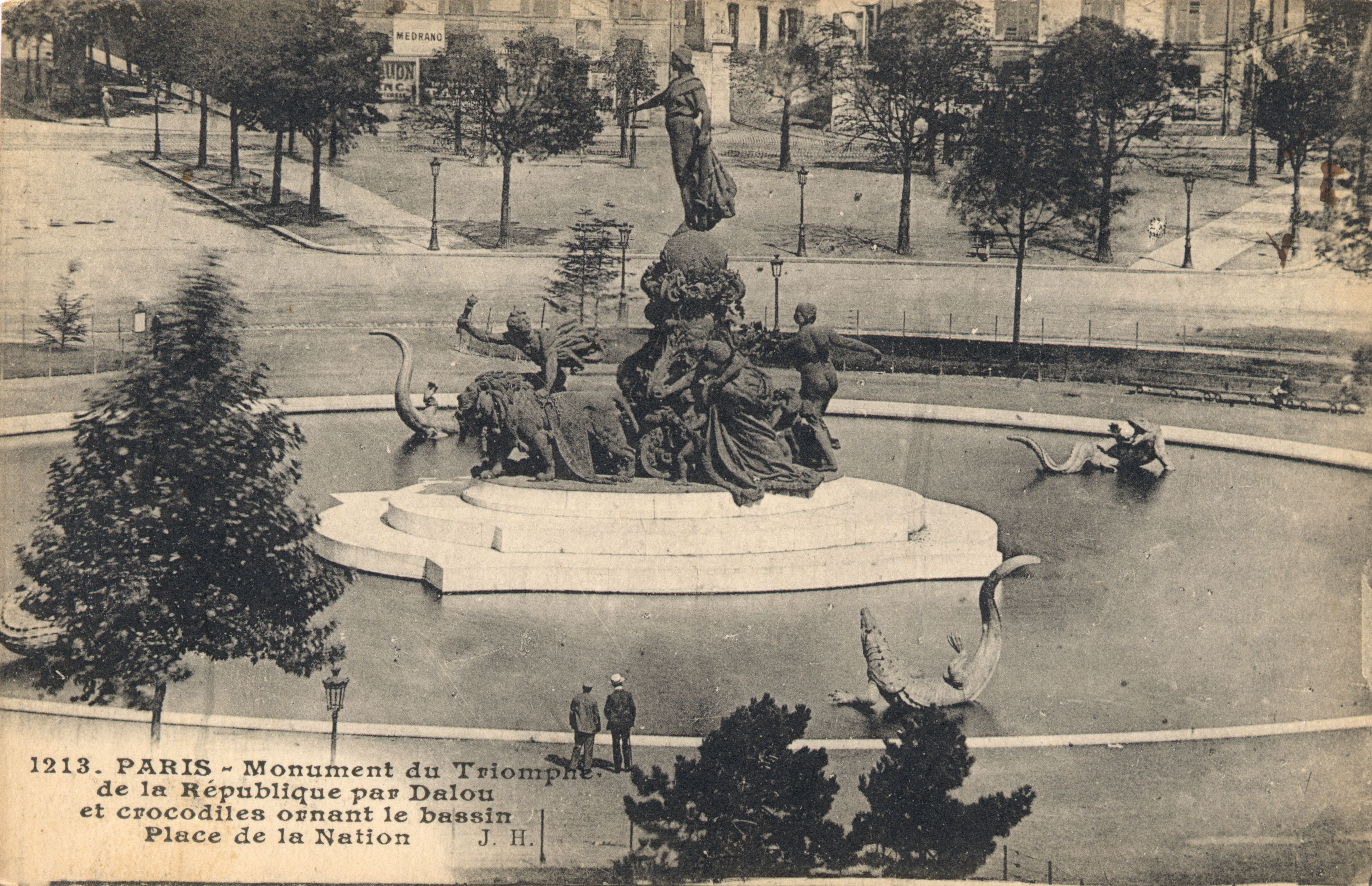
Au départ proposé pour la place de la République, Le Triomphe de la République de Jules Dalou est inauguré, place de la Nation, à l'occasion du centenaire de la Révolution française.

Le 20 juin est célébrée la proclamation du serment du Jeu de paume par l'« Assemblée nationale ». Le 14 juillet a lieu la fête nationale, alors instaurée depuis neuf ans. Le 4 août, la séance où les privilèges ont été abolis par l'Assemblée constituante est commémorée, en tant que grande fête de l'Égalité. À la demande de Sadi Carnot, les cendres de quatre révolutionnaires sont transférées au Panthéon ce jour-là : son grand-père Lazare, Alphonse Baudin, François Séverin Marceau et La Tour d'Auvergne. Le 18 août, Sadi Carnot préside le « banquet du Centenaire », organisé par le conseil municipal de Paris, réunissant plus de dix mille maires venus de toutes les régions de France dans le palais de l'Industrie, construit sur le champ de Mars pour l'Exposition universelle toujours en cours,. Le 21 septembre, la proclamation de la République Française est fêtée, bien qu'elle n'ait eu lieu qu'en 1792. Ce jour-là, la statue monumentale de Jules Dalou, Le Triomphe de la République, est inaugurée ; l'œuvre étant loin d'être terminée, ce n'est qu'une maquette de plâtre peint aux couleurs du bronze qui est dévoilée, dix ans avant que la statue soit achevée et installée.
La Société de l'histoire de la Révolution française organise une exposition consacrée à la Révolution au musée du Louvre du 18 avril au 17 novembre 1889.

## Comparaison avec le bicentenaire de 1989
Sur le plan idéologique, les républicains célèbrent les « immortels principes de 1789 » qui constituent la devise « Liberté, Égalité, Fraternité », plutôt que la Déclaration des droits de l'homme et du citoyen mise en avant cent ans plus tard lors du bicentenaire en 1989. Ainsi, le centenaire exalte plutôt l'abolition des privilèges début août alors que le bicentenaire célèbre davantage la déclaration des droits de l'homme le 26 août, une idée plus retentissante à l'international dans ces années 1980. Lors du Bicentenaire, les pouvoirs politiques tiennent des rôles inversés dans l'organisation par rapport au centenaire : la ville de Paris est plus en retrait dans l'organisation des festivités, plutôt portées par le gouvernement. 